# Lynn (Massachusetts)
Lynn es una ciudad ubicada en el condado de Essex en el estado estadounidense de Massachusetts. En el censo de 2010 tenía una población de 90.329 habitantes y una densidad poblacional de 2.578,84 personas por km².

## Geografía
Según la Oficina del Censo de los Estados Unidos, Lynn tiene una superficie total de 35,03 km², de la cual 27,82 km² corresponden a tierra firme y (20,58%) 7,21 km² es agua.

## Demografía
Según el censo de 2010, había 90.329 personas residiendo en Lynn. La densidad de población era de 2.578,84 hab./km². De los 90.329 habitantes, Lynn estaba compuesto por el 57,59% blancos, el 12,78% eran afroamericanos, el 0,73% eran amerindios, el 6,97% eran asiáticos, el 0,09% eran isleños del Pacífico, el 16,83% eran de otras razas y el 5,02% pertenecían a dos o más razas. Del total de la población el 32,12% eran hispanos o latinos de cualquier raza(10,5% Dominicana, 6,3% Guatemalteca, 5,4% puertorriqueña, 2.8% Salvadoreña, 1,7% Mexicana, 0.6% Hondureña, 0,4% colombianos, 0.4% españoles, 0.2% peruano, 0,2% cubano).

## Educación

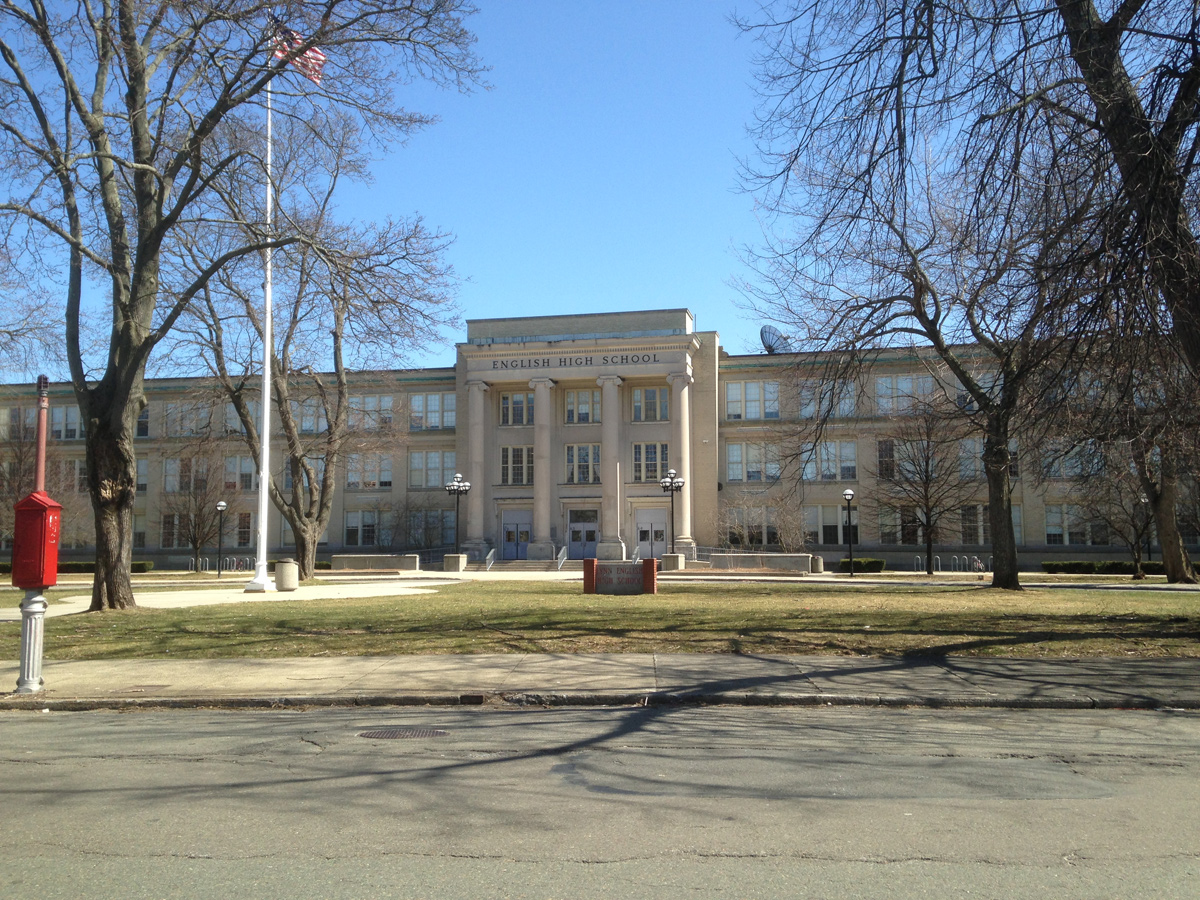
Lynn English High School (EN)

Las Escuelas Públicas de Lynn gestiona escuelas públicas en Lynn.